# شوبیروو
شوبیروو (به چکی: Šubířov) یک منطقهٔ مسکونی در جمهوری چک است که در ناحیه پروستییوو واقع شده‌است. شوبیروو ۲٫۵۱ کیلومتر مربع مساحت و ۲۷۰ نفر جمعیت دارد و ۵۶۴ متر بالاتر از سطح دریا واقع شده‌است.